# Instalação (arte)

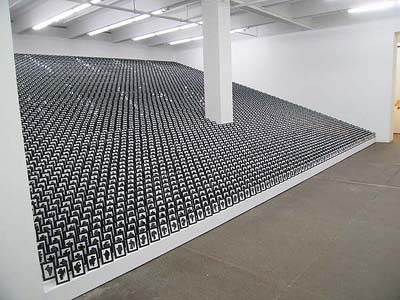
Allan McCollum.The Shapes Project, 2005/06.

Uma Instalação (krafts) é uma manifestação artística contemporânea composta por elementos organizados em um ambiente. Ela pode ter um caráter efêmero (só "existir" na hora da exposição) ou pode ser desmontada e recriada em outro local. Diferentemente do que ocorre tradicionalmente com as esculturas ou pinturas, a mão do artista não está presente na obra como um item notável. 
Uma instalação pode ser multimídia e provocar sensações: táteis, térmicas, odoríficas, auditivas, visuais entre outras.

## Origem
Surgiu no início do Século XX, com o artista Kurt Schwitters criando composições na década de 20 com diversos objetos dispostos em cômodos, como as obras Merzbal, de 1937, e Aphorism, de 1923. Na década de 1960, o termo instalação foi oficialmente incorporado ao vocabulário das artes visuais.

## História

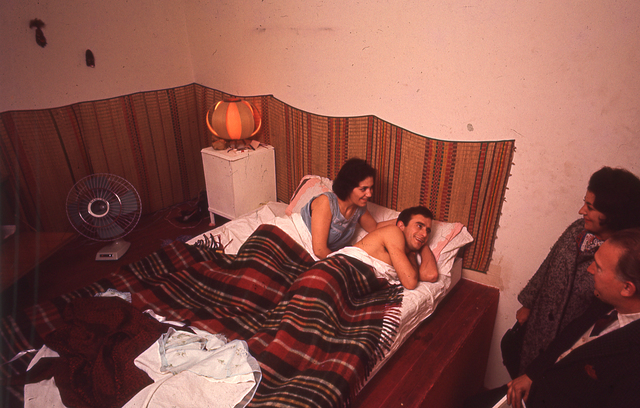
Os visitantes interagem com um casal na cama, dentro de um dos muitos ambientes de La Menesunda (1965), uma das primeiras instalações de grande escala da história da arte..

A arte da instalação pode ser temporária ou permanente. Obras de arte de instalação foram construídas em espaços de exposição, como museus e galerias, bem como em espaços públicos e privados. O gênero incorpora uma ampla gama de materiais cotidianos e naturais, que são frequentemente escolhidos por suas qualidades "evocativas", bem como novas mídias, como vídeo, som, performance, realidade virtual imersiva e internet. Muitas instalações são específicas do local, pois são projetadas para existir apenas no espaço para o qual foram criadas, apelando para qualidades evidentes em um meio imersivo tridimensional. Coletivos artísticos como o Exhibition Lab do Museu Americano de História Natural de Nova York criaram ambientes para mostrar o mundo natural da forma mais realista possível. Da mesma forma, a Walt Disney Imagineering empregou uma filosofia semelhante ao projetar os vários espaços imersivos para a Disneylândia em 1955. Desde sua aceitação como disciplina separada, foram criadas várias instituições com foco na arte da instalação. Estes incluíram a Mattress Factory, Pittsburgh, o Museum of Installation em Londres e as Fairy Doors de Ann Arbor, MI, entre outros. A arte da instalação ganhou destaque na década de 1970, mas suas raízes podem ser identificadas em artistas anteriores, como Marcel Duchamp e seu uso do readymade e dos objetos de arte Merz de Kurt Schwitters, em vez da escultura artesanal mais tradicional. A "intenção" do artista é primordial em uma instalação artística muito posterior, cujas raízes estão na arte conceitual da década de 1960. Novamente, isso é um afastamento da escultura tradicional, que coloca seu foco na forma. As primeiras instalações de arte não ocidentais incluem eventos encenados pelo grupo Gutai no Japão a partir de 1954, que influenciaram pioneiros americanos como Allan Kaprow. Wolf Vostell mostra sua instalação 6 TV Dé-coll/age em 1963 na Smolin Gallery em Nova York.

Rachel Whiteread, Embankment no Tate Modern, Londres.

## Influência
Atualmente, a instalação mantém-se como um gênero importante e muito difundido. Em virtude da sua flexibilidade e variedade, a sua conceituação tornou-se mais geral do que específica. Desde a década 1980, a voga da instalação leva ao uso e abuso desse gênero de arte em todo o mundo, o que torna impossível cobrir a produção recente.

## Alguns artistas
- Artur Barrio
- Christo e Jeanne-Claude
- Anish Kapoor
- Sol LeWitt
- Gian Carlo Riccardi
- Spencer Tunick
- Joana Vasconcelos
- Frans Krajcberg
- Tracey Emin
- Wolf Vostell
- Kurt Schwitters
- Wela, Elisabeth Wierzbicka [6]